# Дейвид Уудард
Дейвид Уудард (роден на 6 април 1964 г.) е американски писател и диригент. През 90-те години на миналия век той формулира термина „prequiem“, комбинирана дума от „preemptive“ („превантивно“) и „requiem“ („реквием“), за да опише своята будистка практика да съчинява посветена музика на неговата тематика за периода по време на или малко преди смъртта.
Мемориалните служби в Лос Анджелис, в които Уудард е служил като диригент или музикален директор, включват гражданска церемония от 2001 година, която се провежда във вече неработещата въжена железопътна линия Angels Flight, като се почита злополука с Леон Прапорт и неговата ранена вдовица Лола.:с. 125 Той е правил реквиеми за диви животни, включително за калифорнийския кафяв пеликан на плато на плаж, където е паднало животното.
Уудард е известен със своите реплики на Dreamachine, лек психоактивен фенер, изложен в музеите на изкуството по целия свят. В Германия и Непал той е известен с участието си в литературното списание Der Freund, включително писанията за кармата между видовете, съзнанието на растенията и парагвайското селище Нуева Германия.

## Образование
Уудард е учил в The New School for Social Research и Калифорнийски университет, Санта Барбара.

## Нуева Германия
През 2003 г. Уудард е избран за съветник в Juniper Hills (окръг Лос Анджелис), Калифорния. В това си качество той предлага изграждането на междуградски отношения с Нуева Германия, Парагвай. За да ускори плана си, Уудард пътува до някогашното вегетарианско/феминистко утопично място и се среща с общинското ръководство. След първоначалното посещение той избира да не се изграждат отношения, но вместо това открива обект за изследване за по-късните си трудове. Това, което го интересува особено много, са трансхуманните идеи на спекулативния плановик Рихард Вагнер и Елизабет Фьостер-Ницше, която заедно със съпруга си Бернхард Фьостер основават и заживяват в колония между 1886 и 1889 г.
От 2004 до 2006 г. Уудард ръководи многобройни експедиции до Нуева Германия. През 2011 г. Уудард дава на швейцарския писател Кристиан Крахт разрешение да публикува дълга лична кореспонденция, до голяма степен свързана с Нуева Германия,:с. 113–138 в два тома от издателството Wehrhahn Verlag на университета в Хановер.:с. 180–189 От обмена на писма, от Франкфуртер Алгемайне Цайтунг казват: „[Уудард и Крехт] заличават границата между живота и изкуството.“ От Дер Шпигел смятат, че първата книга, Five Years, том. 1, е „духовна подготвителна работа“ за следващия роман на Крахт Imperium.
Според Андрю Маккан, „Крахт придружава Уудард на пътуване до онова, което е останало от мястото, където живеят потомците на първите заселници [в] драстично влошена среда. Както разкрива кореспонденцията, Крахт принуждава Уудард, за да поощри културния профил на обществото и да изгради оперната къща Bayreuth на мястото на семейната резиденция на Елизабет Фьостер-Ницше“. През последните години Нуева Германия се е превърнала в по-интересна дестинация—легло за спане и закуска, както и импровизиран исторически музей.

## Dreamachine
От 1989 до 2007 година Уудард създава копия на Dreamachine—стробоскопичен инструмент, създаден от Brion Gysin и Ian Sommerville, който включва отворен цилиндър, изработен от мед или хартия, въртящ се около електрическа лампа—когато се наблюдава със затворени очи машината може да предизвика мисловни нарушения сравними с наркотична интоксикация или сънуване.
След като допринася за Dreamachine за LACMA визуалната ретроспективна Ports of Entry на Уилям С. Бъроуз през 1996 г., Уудард се сприятелява с автора и му представя „Бохемски модел“ (хартия) на Dreamachine за неговия 83-ти и последен рожден ден.:с. 23 Сотбис продават на аукцион бившата машина на частен колекционер през 2002 г., а последният остава с удължен заем от Burroughs estate в Spencer Museum of Art.